# Ebola-uitbraak in Congo in 2014
In augustus 2014 werd in Democratische Republiek Congo ebola vastgesteld. Het was de zevende uitbraak van ebola in dit land.

## Geschiedenis
De uitbraak begon bij een zwangere vrouw in het dorp Ikanamongo in de Evenaarsprovincie. Ze had bushmeat bereid dat door haar man tijdens de jacht gevangen was. Nadat ze ziek geworden was werd ze opgenomen in een privékliniek in Isaka met verschijnselen van ebola. Ze stierf op 11 augustus. Op dat moment was bij haar de diagnose hemorragische koorts met onbekende oorzaak vastgesteld.
Door lokale gebruiken en begrafenisrituelen raakten verschillende gezondheidswerkers besmet. Onderzoek in De laboratoria van Kinshasa en Gabon toonde aan dat deze uitbraak los stond van de epidemie in West-Afrika in 2014.
In de periode 28 juli en 18 augustus waren 24 ebola-patiënten bekend, waarvan er 13 overleden. Op 26 augustus werd de WHO door het Ministerie van Gezondheid van Congo ingelicht over de epidemie. Daarnaast werden diverse teams samengesteld om de epidemie in kaart te brengen en te bestrijden.
Begin september worden 13 slachtoffers gemeld uit Boende. Artsen zonder Grenzen was binnen het gebied actief om hulp te verlenen en een ebola-kliniek op te zetten. Op dat moment waren binnen Congo 53 besmettingen bekend, waarvan 31 overleden.
Kort daarna werd op 10 september het aantal gevallen door de WHO bijgesteld naar 62, waarvan 35 dodelijk. Negen gezondheidswerkers zijn besmet geraakt, waarvan zeven overleden. De epidemie bleef hierbij beperkt tot de provincie Jeera.

## Virologie
Op basis van analyse van het genoom afgenomen bij patiënt nul werd vastgesteld dat het ebolavirus, van de soort Zaire ebolavirus, verantwoordelijk was voor deze epidemie.

## Overzicht besmettingen
| datum             | geïnfecteerd | overleden | mortaliteit | bron  |
| ----------------- | ------------ | --------- | ----------- | ----- |
| 10 september 2014 | 62           | 35        | 56%         | [ 4 ] |
| 2 september 2014  | 53           | 31        | 58%         | [ 3 ] |
| 18 augustus 2014  | 24           | 13        | 54%         | [ 2 ] |

## Nieuwe uitbraak in 2018
Een nieuwe epidemie brak op 1 augustus 2018 uit in de provincie Noord-Kivu en in mindere mate in het aangrenzende Ituri. Van daaruit verspreidde de ziekte zich. Voorjaar 2019 was het aantal getroffenen 1500, van wie 900 gestorven zijn en 600 hersteld.